# Mkhaya Game Reserve
Das Mkhaya Game Reserve (Mkhaya ist der lokale Name der Baumart Senegalia nigrescens) ist seit 1985 einer von sechs Nationalparks in Eswatini. Er wird in öffentlich-privater Partnerschaft durch Big Game Parks betrieben, das auf Ted Reilly zurückgeht. Es wurde ursprünglich zum Schutz der Nguni-Rinder eingerichtet.
Zu den wichtigsten und größten Tierarten im Schutzgebiet gehören Spitzmaulnashorn, Warzenschwein, Nyala, Suni und Duiker.